# Bilka
Bilka war eine von dem deutschen Warenhauskonzern Hertie gegründete Niedrigpreiskaufhauskette. In ihrer besten Zeit (1986) umfasste sie 53 Filialen in der Bundesrepublik und in Berlin (West). Bilka-Warenhäuser bestanden von 1952 bis 1996. „Bilka“ ist ein Akronym aus „Billig-Kaufhaus“.

## Geschichte

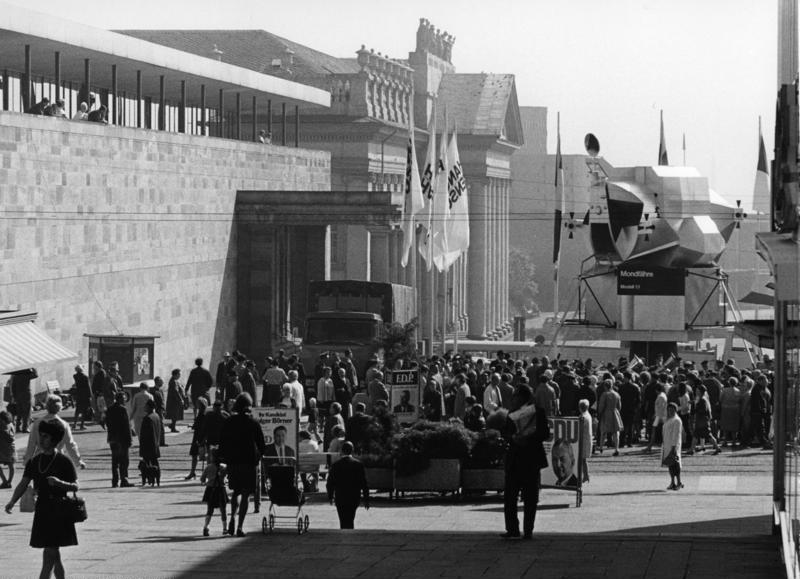
Die Filiale am Friedrichsplatz in Kassel (1968)

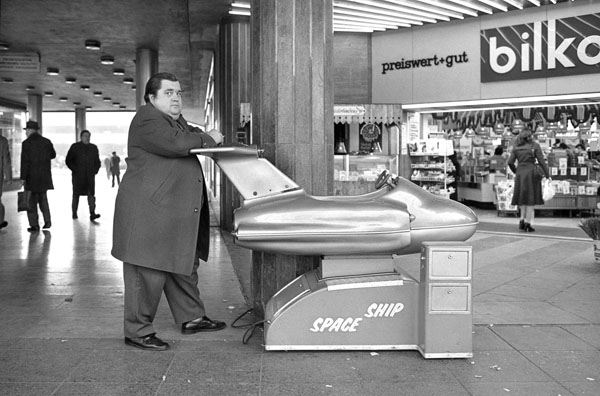
Eine der Berliner Filialen im Jahr 1976.

Die erste Filiale eröffnete am 27. Juni 1952 in Berlin. Bilka war als Kaufhaus für Stadtteile und Kleinstädte konzipiert worden und erwirtschaftete bis Anfang der 1970er Jahre auch Gewinne. 1972 konnte das letzte Mal eine positive Bilanz vorgelegt werden, danach gelang es der Kette nicht mehr, deutliche Gewinne auszuweisen. In den 1980er Jahren trennte sich Bilka von insgesamt 13 Filialen (inklusive 4 Bilka-Textil). Es blieben somit nur noch 33 Bilka(-Textil) und 7 Preisland-SB übrig.
1989 wurde von der Muttergesellschaft Hertie beschlossen, die defizitäre Kette abzustoßen. 30 der übrig gebliebenen 40 Filialen konnten verkauft werden. Fünf Berliner Filialen standen nicht zum Verkauf und wurden mit großem Aufwand zwischen 1990 und 1994 zu Hertie umgebaut. Mit der Übernahme durch die Karstadt AG blieben weitere Umwidmungen zu Hertie aus. Die 30 Filialen teilten sich Woolworth (16 Filialen) und Kaufhalle (14 Filialen) auf. Unter den verkauften Filialen befanden sich auch alle sieben Filialen der erst kurz zuvor gegründeten Preisland-SB.
Eine Filiale wurde in die Karstadt-Niedrigpreiskette „FOX“ integriert, drei Filialen wurden in „Karstadt Sport“ umgebaut. Die letzte Bilka-Filiale wurde 1996 geschlossen. Damit war nach über 40-jähriger Geschichte die Existenz dieser Kaufhauskette beendet.

## Die drei Bereiche der Bilka

### Bilka (1952–1996)
Bilka war eine vom deutschen Warenhauskonzern Hertie gegründete Niedrigpreishauskette. Um 1986 umfasste sie 53 Filialen, davon die meisten in Berlin. Die größte Filiale stand in Berlin am Bahnhof Zoo.
Hinzu kamen Hertie-Center, a und b Center, die gemeinsam mit der Edeka betrieben wurden und Bilka-Textilmärkte.

### Bilka-Textil (1960–1990)
Bei Bilka-Textil handelte es sich um kleinere Filialen, welche ausschließlich Textilien verkauften. Diese Vertriebsform wurde wie die a und b Center gemeinsam mit der Edeka entwickelt und betrieben. Zu diesem Zeitpunkt hatte Bilka die eigenen Lebensmittelabteilungen bereits geschlossen, da die Ansprüche der Verbraucher immer größer wurden und nachfolgend die Verkaufsflächen, die bei Bilka begrenzt waren.

### Preisland-City-SB (1986–1990)
Die Preisland-City-SB Sparte wurde 1986 von der Hertie Waren- und Kaufhaus GmbH, Frankfurt gegründet, es handelte sich dabei um Bilka- und Hertie-Filialen, bei denen der Kunde fast vollkommen in Selbstbedienung einkaufen konnte. Das Preisland-City-SB-Konzept war die innerstädtische Antwort von Hertie auf die vor den Toren der Städte entstehenden SB-Warenhäuser, wie zum Beispiel Allkauf. Insgesamt wurden sieben Häuser in das Preisland-City-SB-Konzept umgewandelt. Die Filiale in Oldenburg wurde im Dezember 1990 als einzige als Hertie-Warenhaus wiedereröffnet, aber bereits zum 31. Juli 1993 wieder geschlossen. Heute besteht dort das City Center Oldenburg.